# Braunschweiger Turn- und Sportverein Eintracht von 1895 2016-2017
Questa pagina raccoglie i dati riguardanti l'Eintracht Braunschweig nelle competizioni ufficiali della stagione 2016-2017.

## Stagione
Nella stagione 2016-2017 l'Eintracht Braunschweig, allenato da Torsten Lieberknecht, concluse il campionato di 2. Bundesliga al 3º posto e perse gli spareggi con l'Eintracht Braunschweig. In coppa di Germania l'Eintracht Braunschweig fu eliminato al primo turno dall'Kickers Würzburg.

## Rosa
| N. |                         | Ruolo | Calciatore        |
| -- | ----------------------- | ----- | ----------------- |
| 1  | Germania (bandiera)     | P     | Marcel Engelhardt |
| 2  | Germania (bandiera)     | D     | Steve Breitkreuz  |
| 3  | Svizzera (bandiera)     | D     | Saulo Decarli     |
| 4  | Svezia (bandiera)       | D     | Joseph Baffoe     |
| 5  | Norvegia (bandiera)     | D     | Gustav Valsvik    |
| 6  | Germania (bandiera)     | C     | Quirin Moll       |
| 7  | RD del Congo (bandiera) | A     | Dominick Kumbela  |
| 9  | Germania (bandiera)     | A     | Julius Biada      |
| 10 | Germania (bandiera)     | C     | Mirko Boland      |
| 11 | Germania (bandiera)     | C     | Jan Hochscheidt   |
| 13 | Germania (bandiera)     | C     | Louis Samson      |
| 14 | Germania (bandiera)     | D     | Robin Becker      |

| N. |                                 | Ruolo | Calciatore         |
| -- | ------------------------------- | ----- | ------------------ |
| 15 | Svezia (bandiera)               | A     | Christoffer Nyman  |
| 16 | Bosnia ed Erzegovina (bandiera) | P     | Jasmin Fejzić      |
| 17 | Germania (bandiera)             | D     | Steffen Nkansah    |
| 19 | Germania (bandiera)             | D     | Ken Reichel        |
| 20 | Nigeria (bandiera)              | A     | Suleiman Abdullahi |
| 21 | Germania (bandiera)             | C     | Patrick Schönfeld  |
| 22 | Svizzera (bandiera)             | C     | Salim Khelifi      |
| 23 | Germania (bandiera)             | C     | Onel Hernández     |
| 24 | Germania (bandiera)             | D     | Maximilian Sauer   |
| 27 | Germania (bandiera)             | D     | Niko Kijewski      |
| 30 | Germania (bandiera)             | C     | Hendrick Zuck      |
| 34 | Germania (bandiera)             | A     | Phillip Tietz      |

## Organigramma societario
Area tecnica
- Allenatore: Torsten Lieberknecht
- Allenatore in seconda: Jürgen Rische, Darius Scholtysik
- Preparatore dei portieri: Alexander Kunze
- Preparatori atletici: Günter Jonczyk

## Risultati

### 2. Bundesliga

#### Girone di andata
| Arbitro: | Stegemann |

|                       |           |             |
| Khelifi 43’ Biada 54’ | Marcatori | 61’ Soriano |

| Arbitro: | Dankert |

|  |           |                       |
|  | Marcatori | 40’ Kumbela 67’ Biada |

| Arbitro: | Zwayer |

|                                                                        |           |                |
| Kumbela 43’ Decarli 45’, 55’ Bulthuis 64’ (aut.) Omladič 87’ Nyman 88’ | Marcatori | 8’ Burgstaller |

| Arbitro: | Schlager |

|  |           |                  |
|  | Marcatori | 10’, 89’ Kumbela |

| Arbitro: | Cortus |

|                         |           |                 |
| Nyman 62’ Hernández 74’ | Marcatori | 90’ Sukuta-Pasu |

| Arbitro: | Dingert |

|                           |           |  |
| Šunjić 18’ Großkreutz 64’ | Marcatori |  |

| Arbitro: | Jablonski |

|                         |           |                 |
| Kumbela 30’ Reichel 33’ | Marcatori | 78’ Kiesewetter |

| Arbitro: | Siewer |

|                 |           |             |
| Kleindienst 27’ | Marcatori | 76’ Kumbela |

| Arbitro: | Schmidt |

|             |           |  |
| Omladič 18’ | Marcatori |  |

| Arbitro: | Ittrich |

|               |           |  |
| Hernández 59’ | Marcatori |  |

| Arbitro: | Siebert |

|                        |           |                           |
| Kutschke 69’, 74’, 81’ | Marcatori | 10’ Hernández 52’ Kumbela |

| Arbitro: | Zwayer |

|                           |           |                        |
| Reichel 17’ Hernández 36’ | Marcatori | 38’ Harnik 66’ Karaman |

| Arbitro: | Dietz |

|               |           |             |
| Quaschner 84’ | Marcatori | 68’ Kumbela |

| Arbitro: | Alt |

|                       |           |          |
| Nyman 16’ Kumbela 65’ | Marcatori | 72’ Olić |

| Arbitro: | Dingert |

|                       |           |  |
| Hedlund 56’ Daube 82’ | Marcatori |  |

| Arbitro: | Kampka |

|                            |           |                        |
| Nyman 30’ Kumbela 55’, 76’ | Marcatori | 4’ Voglsammer 75’ Klos |

| Karlsruhe 17 dicembre 2016, ore 13:00 CET 17ª giornata | Karlsruhe  | 0 – 0 referto | Eintracht Braunschweig | Wildparkstadion (12 096 spett.)\| Arbitro: \| Badstübner \| |
| Arbitro:                                               | Badstübner |               |                        |                                                             |

#### Girone di ritorno
| Arbitro: | Schlager |

|          |           |           |
| Rama 33’ | Marcatori | 90’ Nyman |

| Arbitro: | Dietz |

|               |           |                      |
| Abdullahi 90’ | Marcatori | 7’ Sobiech 72’ Şahin |

| Arbitro: | Fritz |

|            |           |           |
| Sabiri 53’ | Marcatori | 23’ Nyman |

| Arbitro: | Koslowski |

|                |           |                    |
| Ofosu-Ayeh 10’ | Marcatori | 57’ (rig.) Nazarov |

| Arbitro: | Storks |

|  |           |            |
|  | Marcatori | 71’ Boland |

| Arbitro: | Brand |

|                    |           |         |
| Reichel 42’ (rig.) | Marcatori | 3’ Mané |

| Arbitro: | Fritz |

|             |           |                         |
| Bormuth 37’ | Marcatori | 60’ Nyman 89’ Hernández |

| Arbitro: | Siewer |

|                                  |           |                                 |
| Boland 33’ Nyman 78’ Reichel 90’ | Marcatori | 3’ Schnatterer 73’ (rig.) Feick |

| Arbitro: | Jöllenbeck |

|  |           |            |
|  | Marcatori | 79’ Boland |

| Fürth 5 aprile 2017, ore 17:30 CEST 27ª giornata | Greuther Fürth | 0 – 0 referto | Eintracht Braunschweig | Sportpark Ronhof Thomas Sommer (8 035 spett.)\| Arbitro: \| Kampka \| |
| Arbitro:                                         | Kampka         |               |                        |                                                                       |

| Arbitro: | Siebert |

|             |           |  |
| Reichel 90’ | Marcatori |  |

| Arbitro: | Stegemann |

|              |           |  |
| Füllkrug 32’ | Marcatori |  |

| Arbitro: | Badstübner |

|                |           |  |
| Nyman 46’, 87’ | Marcatori |  |

| Arbitro: | Storks |

|  |           |           |
|  | Marcatori | 55’ Nyman |

| Arbitro: | Stieler |

|                             |           |           |
| Reichel 6’, 64’ Kumbela 75’ | Marcatori | 65’ Thiel |

| Arbitro: | Aytekin |

|                                                                 |           |  |
| Hochscheidt 14’ (aut.) Börner 24’ Yabo 65’, 67’, 76’ Staude 71’ | Marcatori |  |

| Arbitro: | Kampka |

|                      |           |             |
| Kumbela 2’ Biada 34’ | Marcatori | 15’ Thoelke |

#### Play-off promozione
| Arbitro: | Stegemann |

|                  |           |  |
| Gómez 35’ (rig.) | Marcatori |  |

| Arbitro: | Stieler |

|  |           |               |
|  | Marcatori | 49’ Vieirinha |

### Coppa di Germania
| Arbitro: | Drees |

|              |           |  |
| Soriano 103’ | Marcatori |  |

## Statistiche

### Statistiche di squadra
| Competizione        | Punti | In casa | In casa | In casa | In casa | In casa | In casa | In trasferta | In trasferta | In trasferta | In trasferta | In trasferta | In trasferta | Totale | Totale | Totale | Totale | Totale | Totale | DR  |
| Competizione        | Punti | G       | V       | N       | P       | Gf      | Gs      | G            | V            | N            | P            | Gf           | Gs           | G      | V      | N      | P      | Gf     | Gs     | DR  |
| ------------------- | ----- | ------- | ------- | ------- | ------- | ------- | ------- | ------------ | ------------ | ------------ | ------------ | ------------ | ------------ | ------ | ------ | ------ | ------ | ------ | ------ | --- |
| 2. Bundesliga       | 66    | 17      | 13      | 3       | 1       | 35      | 17      | 17           | 6            | 6            | 5            | 15           | 19           | 34     | 19     | 9      | 6      | 50     | 36     | +14 |
| Play-off promozione | -     | 1       | 0       | 0       | 1       | 0       | 1       | 1            | 0            | 0            | 1            | 0            | 1            | 2      | 0      | 0      | 2      | 0      | 2      | -2  |
| Coppa di Germania   | -     | 0       | 0       | 0       | 0       | 0       | 0       | 1            | 0            | 0            | 1            | 0            | 1            | 1      | 0      | 0      | 1      | 0      | 1      | -1  |
| Totale              | -     | 18      | 13      | 3       | 2       | 35      | 18      | 19           | 6            | 6            | 7            | 15           | 21           | 37     | 19     | 9      | 9      | 50     | 39     | +11 |

### Andamento in campionato
| Giornata  | 1 | 2 | 3 | 4 | 5 | 6 | 7 | 8 | 9 | 10 | 11 | 12 | 13 | 14 | 15 | 16 | 17 | 18 | 19 | 20 | 21 | 22 | 23 | 24 | 25 | 26 | 27 | 28 | 29 | 30 | 31 | 32 | 33 | 34 |
| --------- | - | - | - | - | - | - | - | - | - | -- | -- | -- | -- | -- | -- | -- | -- | -- | -- | -- | -- | -- | -- | -- | -- | -- | -- | -- | -- | -- | -- | -- | -- | -- |
| Luogo     | C | T | C | T | C | T | C | T | C | C  | T  | C  | T  | C  | T  | C  | T  | T  | C  | T  | C  | T  | C  | T  | C  | T  | T  | C  | T  | C  | T  | C  | T  | C  |
| Risultato | V | V | V | V | V | P | V | N | V | V  | P  | N  | N  | V  | P  | V  | N  | N  | P  | N  | N  | V  | N  | V  | V  | V  | N  | V  | P  | V  | V  | V  | P  | V  |
| Posizione | 2 | 2 | 1 | 1 | 1 | 1 | 1 | 1 | 1 | 1  | 1  | 1  | 1  | 1  | 2  | 1  | 1  | 2  | 3  | 3  | 4  | 4  | 4  | 4  | 3  | 2  | 3  | 2  | 4  | 2  | 2  | 2  | 3  | 3  |

Legenda:

Luogo: C = Casa; T = Trasferta. Risultato: V = Vittoria; N = Pareggio; P = Sconfitta.

### Statistiche dei giocatori
| Giocatore      | 2. Bundesliga | 2. Bundesliga | 2. Bundesliga | 2. Bundesliga | Play-off promozione | Play-off promozione | Play-off promozione | Play-off promozione | Coppa di Germania | Coppa di Germania | Coppa di Germania | Coppa di Germania | Totale   | Totale | Totale      | Totale     |
| Giocatore      | Presenze      | Reti          | Ammonizioni   | Espulsioni    | Presenze            | Reti                | Ammonizioni         | Espulsioni          | Presenze          | Reti              | Ammonizioni       | Espulsioni        | Presenze | Reti   | Ammonizioni | Espulsioni |
| -------------- | ------------- | ------------- | ------------- | ------------- | ------------------- | ------------------- | ------------------- | ------------------- | ----------------- | ----------------- | ----------------- | ----------------- | -------- | ------ | ----------- | ---------- |
| M. Engelhardt  | -             | -             | -             | -             | -                   | -                   | -                   | -                   | -                 | -                 | -                 | -                 | -        | -      | -           | -          |
| J. Fejzić      | 34            | 0             | 3             | 0             | 2                   | 0                   | 0                   | 0                   | 1                 | 0                 | 0                 | 0                 | 37       | 0      | 3           | 0          |
| J. Baffoe      | 15            | 0             | 3             | 0             | -                   | -                   | -                   | -                   | 1                 | 0                 | 0                 | 0                 | 16       | 0      | 3           | 0          |
| M. Correia     | 15            | 0             | 2             | 0             | -                   | -                   | -                   | -                   | -                 | -                 | -                 | -                 | 15       | 0      | 2           | 0          |
| S. Decarli     | 28            | 2             | 6             | 0             | 2                   | 0                   | 0                   | 0                   | -                 | -                 | -                 | -                 | 30       | 2      | 6           | 0          |
| N. Kijewski    | 7             | 0             | 0             | 0             | -                   | -                   | -                   | -                   | -                 | -                 | -                 | -                 | 7        | 0      | 0           | 0          |
| P. Ofosu-Ayeh  | 16            | 1             | 3             | 0             | -                   | -                   | -                   | -                   | 1                 | 0                 | 1                 | 0                 | 17       | 1      | 4           | 0          |
| K. Reichel     | 32            | 7             | 8             | 0             | 2                   | 0                   | 1                   | 0                   | 1                 | 0                 | 0                 | 0                 | 35       | 7      | 9           | 0          |
| M. Sauer       | 15            | 0             | 3             | 0             | 2                   | 0                   | 1                   | 1                   | -                 | -                 | -                 | -                 | 17       | 0      | 4           | 1          |
| M. Schulze     | 1             | 0             | 0             | 0             | -                   | -                   | -                   | -                   | -                 | -                 | -                 | -                 | 1        | 0      | 0           | 0          |
| G. Valsvik     | 29            | 0             | 3             | 0             | 2                   | 0                   | 1                   | 0                   | 1                 | 0                 | 1                 | 0                 | 32       | 0      | 5           | 0          |
| M. Boland      | 27            | 3             | 4             | 0             | 2                   | 0                   | 0                   | 0                   | 1                 | 0                 | 0                 | 0                 | 30       | 3      | 4           | 0          |
| O. Hernandez   | 34            | 5             | 3             | 0             | 2                   | 0                   | 0                   | 0                   | -                 | -                 | -                 | -                 | 36       | 5      | 3           | 0          |
| J. Hochscheidt | 13            | 0             | 0             | 0             | 2                   | 0                   | 0                   | 0                   | 1                 | 0                 | 1                 | 0                 | 16       | 0      | 1           | 0          |
| S. Khelifi     | 18            | 1             | 1             | 0             | 1                   | 0                   | 0                   | 0                   | 1                 | 0                 | 0                 | 0                 | 20       | 1      | 1           | 0          |
| A. Matuszczyk  | 1             | 0             | 0             | 0             | -                   | -                   | -                   | -                   | -                 | -                 | -                 | -                 | 1        | 0      | 0           | 0          |
| Q. Moll        | 29            | 0             | 11            | 0             | 1                   | 0                   | 0                   | 0                   | 1                 | 0                 | 0                 | 0                 | 31       | 0      | 11          | 0          |
| P. Schönfeld   | 17            | 0             | 5             | 0             | 2                   | 0                   | 0                   | 0                   | 1                 | 0                 | 0                 | 0                 | 20       | 0      | 5           | 0          |
| H. Zuck        | 17            | 0             | 2             | 0             | 1                   | 0                   | 0                   | 0                   | 1                 | 0                 | 0                 | 0                 | 19       | 0      | 2           | 0          |
| S. Abdullahi   | 13            | 1             | 0             | 0             | 1                   | 0                   | 0                   | 0                   | -                 | -                 | -                 | -                 | 14       | 1      | 0           | 0          |
| J. Biada       | 21            | 3             | 0             | 0             | -                   | -                   | -                   | -                   | 1                 | 0                 | 0                 | 0                 | 22       | 3      | 0           | 0          |
| D. Kumbela     | 33            | 13            | 2             | 0             | 1                   | 0                   | 0                   | 0                   | 1                 | 0                 | 0                 | 0                 | 35       | 13     | 2           | 0          |
| C. Nyman       | 31            | 11            | 2             | 0             | 2                   | 0                   | 0                   | 0                   | -                 | -                 | -                 | -                 | 33       | 11     | 2           | 0          |
| N. Omladič     | 25            | 2             | 5             | 0             | 2                   | 0                   | 0                   | 0                   | 1                 | 0                 | 0                 | 0                 | 28       | 2      | 5           | 0          |
| P. Tietz       | 2             | 0             | 0             | 0             | 1                   | 0                   | 0                   | 0                   | -                 | -                 | -                 | -                 | 3        | 0      | 0           | 0          |
| O. Ademi       | 1             | 0             | 0             | 0             | -                   | -                   | -                   | -                   | -                 | -                 | -                 | -                 | 1        | 0      | 0           | 0          |